# 도르갈리

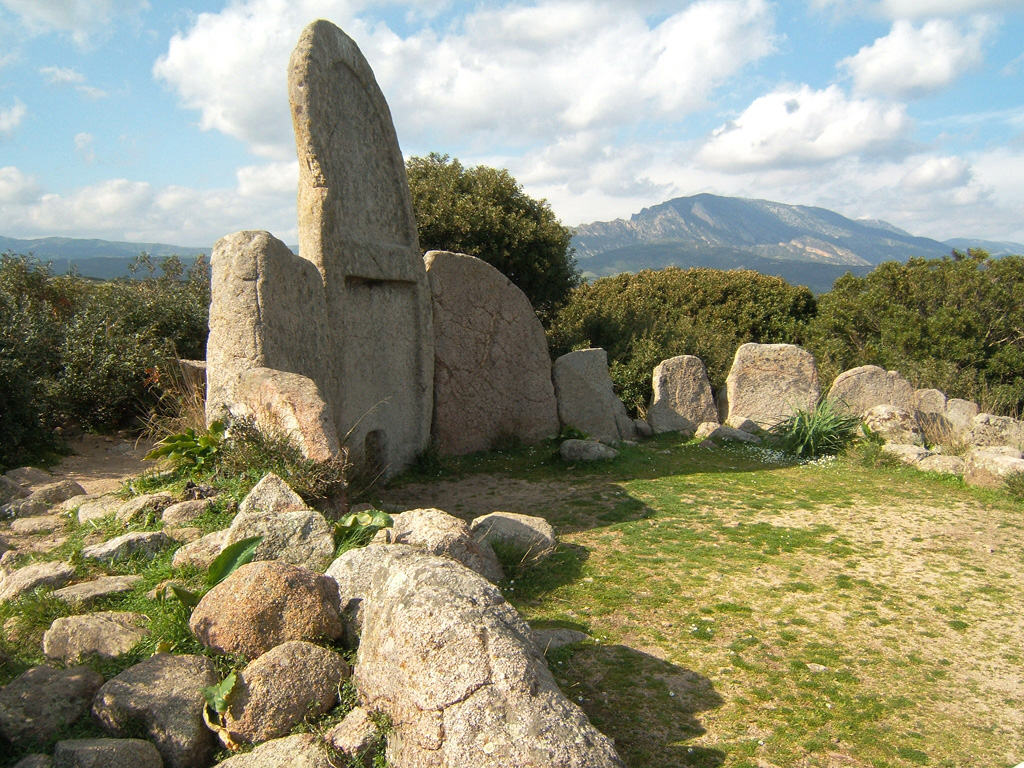
사 에나 에 토메스의 거인들의 무덤.

도르갈리(Dorgali, 사르데냐어: Durgali)는 사르데냐 이탈리아 지방 누오로도에 있는 코무네이다. 칼리아리에서 북동쪽으로 약 230 킬로미터 (140 mi), 누오로에서 동쪽으로 약 38 킬로미터 (24 mi) 떨어진 해변 수프라몬테 산악 지역에 위치한다.
경제는 주로 포도와 와인 생산, 그리고 여름철 관광에 기반을 두고 있다.
이스피니골리 동굴 중 한 곳에서 멸종된 거대 수달아과인 메갈렌히드리스의 유일한 표본이 발견되었다.
이곳은 복녀 마리아 가브리엘라의 출생지이다.

## 주요 명소
- 티스칼리 및 세라 오리오스의 누라게 마을
- 기타 선사시대 누라게, 고인돌, 선돌 및 도무스 데 야나스
- 사 에나 에 토메스의 거인들의 무덤
- 모토라 고인돌
- 칼라 고노네 해변
- 그로타 델 부에 마리노
- 이스피니골리 동굴
- 티스칼리 동굴